# Басарабі (Долж)
Басарабі (рум. Basarabi) — село у повіті Долж в Румунії. Адміністративно підпорядковане місту Калафат.
Село розташоване на відстані 251 км на захід від Бухареста, 73 км на південний захід від Крайови.

## Населення
За даними перепису населення 2002 року у селі проживали 1263 особи, з них 1262 особи (99,9%) румунів. Рідною мовою 1262 особи (99,9%) назвали румунську.